# 어게인스트 더 스톰
《어게인스트 더 스톰》(Against the Storm)은 에레마이트 게임즈(Eremite Games)가 제작하고 후디드 호스(Hooded Horse)가 배급하는 2023년 도시 건설 비디오 게임이다. 전통적인 도시 건설 게임과 달리 로그라이크 게임의 요소를 차용하여 플레이어가 반드시 달성해야 하는 목표가 제시된 짧은 플레이타임을 특징으로 한다. 2021년 10월 얼리 액세스를 통해 출시되었으며 2023년 12월 8일 윈도우로 정식 출시하였다.

## 평가
《어게인스트 더 스톰》은 메타크리틱에서 "전폭적인 호평"을 받았다. 또한 타이페이 게임 쇼 2024에서 베스트 디자인을 수상했으며 27회 D.I.C.E. 어워즈에서 올해의 전략 및 시뮬레이션 게임 후보로 올랐다. 2024년 3월 《어게인스트 더 스톰》은 스팀에서 1백만 장의 판매고를 올렸다.